# Sungai Ara (Maleisië)
Sungai Ara is een stad in de Maleisische deelstaat Penang.
Sungai Ara telt 500 inwoners.